# Alwin Bär
Alwin Bernard Valentijn Maria (Alwin) Bär (Ubbergen, 14 februari 1941 - 7 november 2000) was een Nederlands pianist.
In 1952, op elfjarige leeftijd, werd hij een leerling van de bekende componist en pianist Hans Osieck. Op latere leeftijd studeerde hij in Nederland bij Piet Vincent, Willem Andriessen en Ton Hartsuiker, en in het buitenland bij Vlado Perlemuter, Eduardo del Pueyo, Géza Anda en Andor Foldes.
In 1962 begon zijn internationale carrière toen hij samen met een orkest het eerste pianoconcert van Chopin speelde. Daarna heeft hij met diverse nationale en internationale orkesten samengespeeld. In 1975 werd Bär winnaar van de Arnold Schoenberg Competitie. In 1999 en 2000 werden er in Kasteel Huis Berg opnames van zijn spel gemaakt. Hier speelde hij werk van Modest Moessorgski en Sergej Rachmaninov, waarvan opnames op cd verkrijgbaar zijn.